# Даниловская волость (Изюмский уезд)
Даниловская во́лость — историческая административно-территориальная единица Изюмского уезда Харьковской губернии с волостным правлением в селе Даниловка (Антоновка).
По состоянию на 1885 год состояла из 13 поселений, 16 сельских общин. Население — 4546 человек (2522 человека мужского пола и 2024 — женского), 743 дворовых хозяйства.
|                       | Площадь | В т.ч. пахотной |
| --------------------- | ------- | --------------- |
| Сельских общин        | 4762    | 4450            |
| Частной собственности | 19402   | 5187            |
| Другой собственности  | 131     | 75              |
| В целом               | 24295   | 9712            |

Основные поселения волости:
- Даниловка (Антоновка) - бывшее владельческое село при реке Сухой Торец в 50 верстах от уездного города, 45 дворов, 124 жителя. В селе волостное правление, православная церковь, паровая мельница, винокуренный завод[1].
- Семеновка (Александровка) - бывшее владельческое село при реке Сухой Торец, 175 дворов, 723 жителя. В селе православная церковь, лавка, 3 ярмарки (10 марта, троицкая и 1 сентября)[1].

Храмы волости:
- Митрофаниевская церковь в селе Даниловка[2]
- Николаевская церковь в селе Семеновке[2].